# Chaulgnes
Chaulgnes (ʃolɲ) ist eine französische Gemeinde mit 1.503 Einwohnern (Stand: 1. Januar 2022) im Département Nièvre in der Region Bourgogne-Franche-Comté. Sie gehört zum Arrondissement Cosne-Cours-sur-Loire und zum Kanton La Charité-sur-Loire. Die Bewohner werden Chaulgnards und Chaulgnardes genannt.

## Nachbargemeinden
Chaulgnes liegt etwa 14 Kilometer nordnordwestlich von Nevers.
Nachbargemeinden von Chaulgnes sind Raveau im Norden, Saint-Aubin-les-Forges im Nordosten, Parigny-les-Vaux im Osten und Südosten, Pougues-les-Eaux im Süden, Germigny-sur-Loire im Südwesten, Tronsanges im Westen und Südwesten sowie Champvoux im Westen und Nordwesten.

## Bevölkerungsentwicklung
| Jahr                       | 1962 | 1968 | 1975 | 1982 | 1990 | 1999 | 2006 | 2013 | 2020 |
| Einwohner                  | 834  | 791  | 837  | 1188 | 1286 | 1262 | 1318 | 1460 | 1508 |
| Quellen: Cassini und INSEE |      |      |      |      |      |      |      |      |      |

## Sehenswürdigkeiten
- Kirche Saint-Étienne aus dem 12. Jahrhundert
- Schloss Le Tremblay aus dem 19. Jahrhundert
- Schloss Le Petit Charly, Turm aus dem 15. Jahrhundert
- Schloss Le Vieux Charly mit Donjon aus dem 14. Jahrhundert

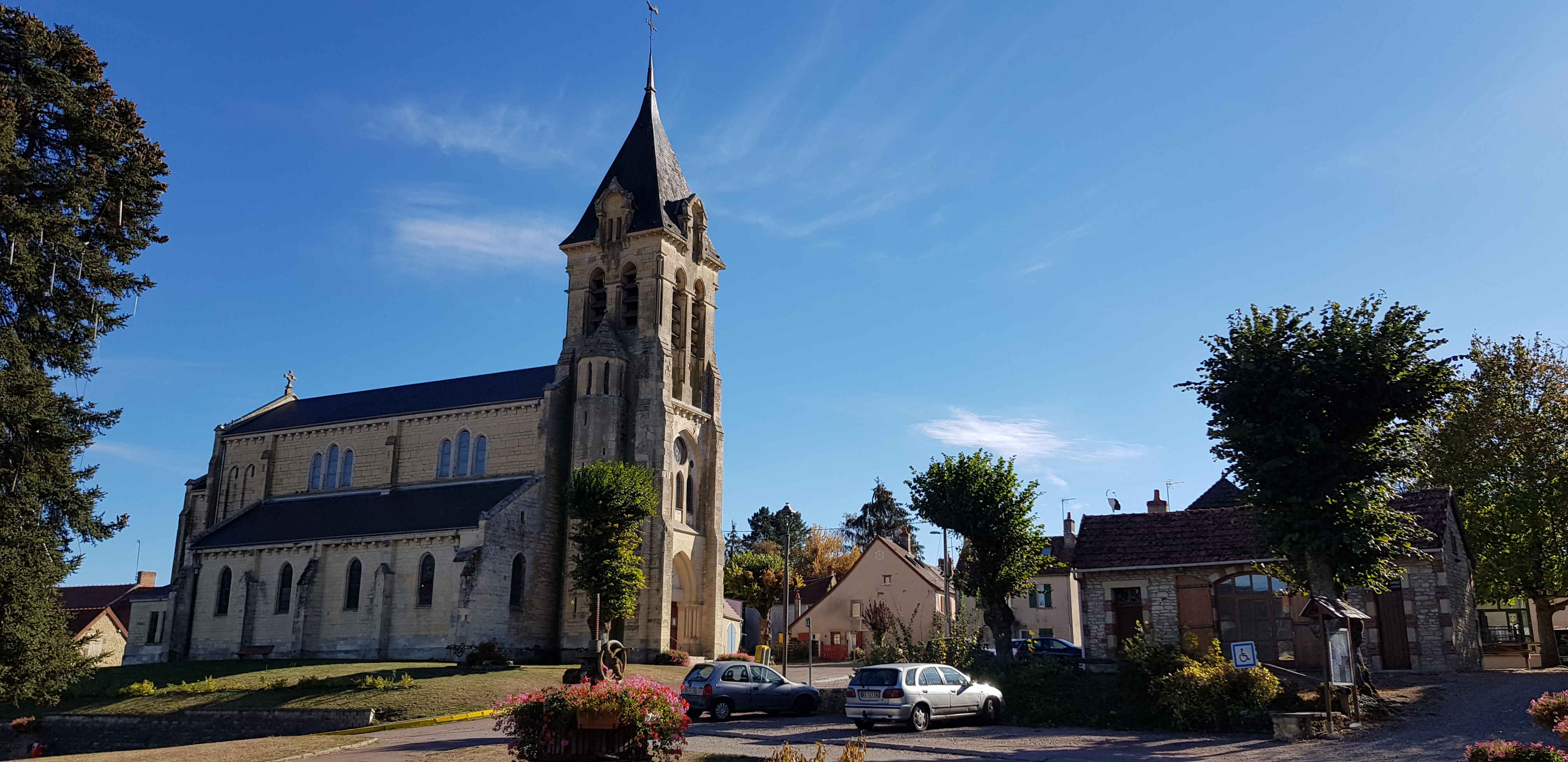
Kirche Saint-Étienne

- Schloss Chazelles
- Herrenhaus von Chazeau mit Park